# 에우티데모스 1세
에우티데모스 1세(그리스어: Ευθύδημος Α΄)는 디오도토스 2세를 몰아내고 즉위한 그리스-박트리아 왕국의 왕(재위 c. 223- c.200 BCE)이었다.
에우티데모스 1세는 마그네시아 그리스인으로 소그디아나의 총독이었으며 기원전 230년경 디오도토스 2세를 전복하였다. 그리고 그 자신의 왕국을 시작하였다. 에우티데모스의 지배권은 소그디아나로 팽창하였고 페르가나에 알렉산드로스 대왕에 의해 건설된 알렉산드리아 바깥까지 진출하였다.
그리스-박트리아 왕 에우티데모스가 기원전 190년 마우리아 제국으로 침입하였다.